# Syrisca albopilosa
Syrisca albopilosa là một loài nhện trong họ Miturgidae.
Loài này thuộc chi Syrisca. Syrisca albopilosa được Cândido Firmino de Mello-Leitão miêu tả năm 1941.